# Cantón de Aiguebelle
El cantón de Aiguebelle (en francés canton d'Aiguebelle) era una división administrativa francesa, que estaba situada en el departamento de Saboya y la región de Ródano-Alpes.

## Composición
El cantón estaba formado por doce comunas:
- Aiguebelle
- Aiton
- Argentine
- Bonvillaret
- Épierre
- Montgilbert
- Montsapey
- Randens
- Saint-Alban-d'Hurtières
- Saint-Georges-d'Hurtières
- Saint-Léger
- Saint-Pierre-de-Belleville

## Supresión del cantón
En aplicación del decreto nº 2014-272 del 27 de febrero de 2014, el cantón de Aiguebelle fue suprimido el 1 de abril de 2015 y sus 12 comunas pasaron a formar parte del nuevo cantón de Saint-Pierre-d'Albigny.